# Експирмон
Експирмон (фр. Expiremont) насеље је и општина у западној Француској у региону Поату-Шарант, у департману Приморски Шарант која припада префектури Жонзак.
По подацима из 2011. године у општини је живело 127 становника, а густина насељености је износила 22,44 становника/km². Општина се простире на површини од 5,66 km². Налази се на средњој надморској висини од 100 метара (максималној 116 m, а минималној 51 m).

## Демографија
| 1962. | 1968. | 1975. | 1982. | 1990. | 1999. | 2011. |
| ----- | ----- | ----- | ----- | ----- | ----- | ----- |
| 115   | 122   | 99    | 104   | 87    | 105   | 127   |

График промене броја становника у току последњих година